# Delia Sclabas
Delia Sclabas (8 de noviembre de 2000) es una deportista suiza que compite en acuatlón. Ganó una medalla de plata en el Campeonato Mundial de Acuatlón de 2017 y una medalla de plata en el Campeonato Europeo de Acuatlón de 2018.

## Palmarés internacional
| Campeonato Mundial | Campeonato Mundial | Campeonato Mundial | Campeonato Mundial |
| Año                | Lugar              | Medalla            | Prueba             |
| ------------------ | ------------------ | ------------------ | ------------------ |
| 2017               | Penticton (Canadá) | Medalla de plata   | Individual         |
| Campeonato Europeo |                    |                    |                    |
| Año                | Lugar              | Medalla            | Prueba             |
| 2018               | Ibiza (España)     | Medalla de plata   | Individual         |